# Boulevard Triomphal Omar Bongo
Le boulevard Triomphal Omar Bongo est un boulevard de Libreville au Gabon.

## Description
Construite en 1977 et réinaugurée le 2 décembre 1987, date anniversaire de l’arrivée au pouvoir du président Omar Bongo, le boulevard triomphal El Hadj Omar Bongo est bordé de plusieurs bâtiments administratifs, comme l'hôtel de ville, l'Assemblée nationale, le palais Omar Bongo Ondimba, le ministère des Finances, le ministère des Eaux et Forêts, la banque des États de l'Afrique centrale ou l'Institut français du Gabon.
Avec ses grands immeubles en verre et en acier, c'est un boulevard moderne, embouteillé aux heures de pointe.
Le boulevard s'étend du Boulevard de l'indépendance au sud-ouest jusqu'au rond point de la démocratie au nord-est.
Il permet de relier le Port de Libreville à la voie express.